# Nam Leyte
Nam Leyte (tiếng Cebuano: Habagatang Leyte; tiếng Filipino: Timog Leyte) là một tỉnh của Philippines ở vùng Đông Visayas. Thành phố Maasin là tỉnh lỵ của tỉnh. Nam Leyte nguyên là một phó tỉnh của Leyte trước khi được tách ra sau đó. Hòn đảo Limasawa ở phía nam của tỉnh là nơi cuộc tụ tập Công giáo đầu tiên được tổ chức và nơi đây được coi là nơi khai sinh Thiên Chúa giáo ở Philippines .
Nam Leyte có những đóng góp cho kinh tế của đất nước. Đây nguyên là một phần quan trọng trong hệ thống giao thông giữa các hòn đảo của quốc gia, với bến phà chuyên chở người và hàng hoá với các tỉnh Liloan và Surigao del Norte ở Mindanao. Tỉnh cũng được biết đến nhiều với sản phẩm chuối abaca chất lượng cao và là nơi sản xuất sợi chuối abaca chủ yếu trong nước

## Địa lý

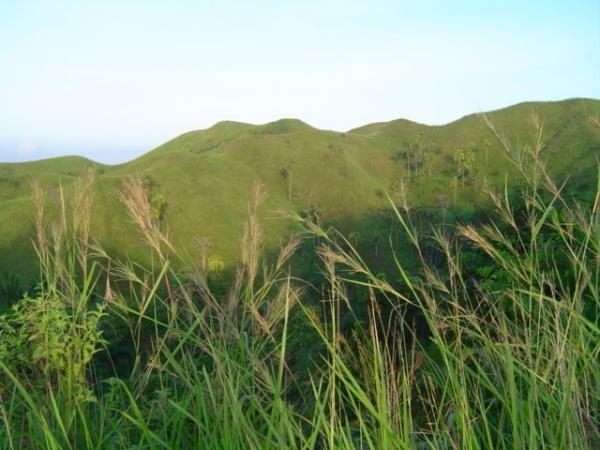
Bãi cỏ xanh trên núi gần thành phố Maasin

Nam Leyte chiếm 1/4 diện tích của đảo Leyte. Tỉnh giáp với tỉnh Leyte ở phía bắc, Eo biển Surigao ở phía đông, biển Bohol ở phía Nam. Địa hình tỉnh có các vùng đất tương đối bằng phẳng ở dọc theo bờ biển nhưng địa hình gồ ghề và đồi núi khi đi sâu vào trong lục địa.
Theo số liệu quốc gia, tỉnh có 93 con sông, trong đó con sông Subangdaku là lớn nhất và đã gây ra một số trận lũ lụt gây nhiều thiệt hại. Núi Nacolod là điểm cao nhất tỉnh với 948 m trên mực nước biển 

## Nhân khẩu

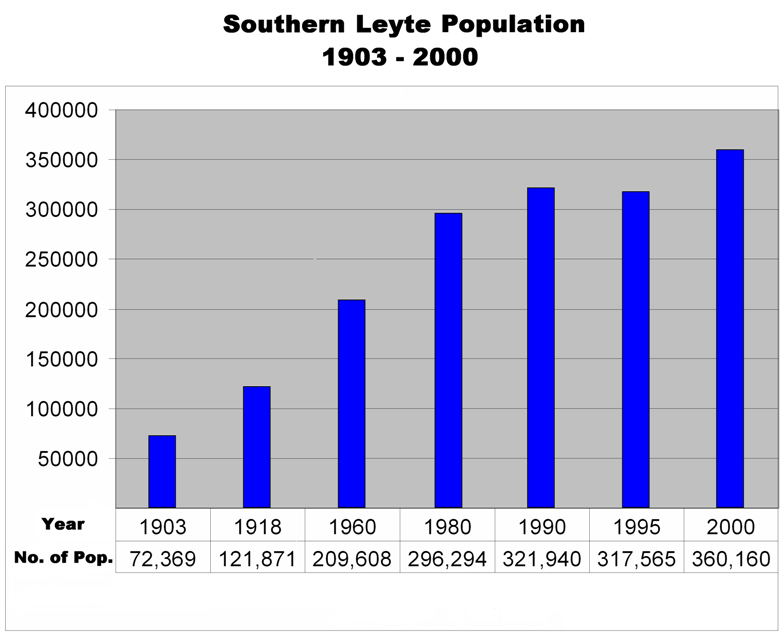
Biểu đồ dân số từ năm 1903 đến năm 2000

Sắc tộc phổ biến trong tỉnh là người Bisaya. Hầu hết cư dân trong tỉnh là nông dân và ngư dân. Năm 1903 dân số tỉnh chỉ là 72.369 người. Theo điều tra năm 2007, dân số của tỉnh thấp thứ hai trong khu vực với 390.847 người, tăng trung bình 1,13%/năm so với 360.160 năm 2000 . 80,8% dân cư là người Bisaya và 16,6% là người Boholano, 5,1% là người Cebuano còn lại là người Tagalog, người Waray.
Ngôn ngữ bản địa của tỉnh là tiếng Cebuano. Tiếng Waray-Waray và tiếng Tagalog được sử dụng như những ngôn ngữ thứ hai. Cư dân bản địa cũng có thể hiểu tiếng Tây Ban Nha và tiếng Anh.
Hầu hết dân trong tỉnh theo Công giáo La Mã (87,28%) nhưng họ vẫn duy trì các tín ngưỡng truyền thống của mình. Còn lại chủ yếu là các giáo phái Tin lành. Các nhà thờ từ thời thực dân Tây Ban Nha có thể được tìm thấy ở Thành phố Maasin. Nhà thờ được trang trí với những hoa văn và các hình ảnh của các vị thánh được cho là sẽ tiếp tục duy trì được lòng mộ đạo của người dân trong tỉnh.

## Hành chính
Tỉnh có một thành phố
| Thành phố | Số Barangay | Dân số (2007) |
| --------- | ----------- | ------------- |
| Maasin    | 70          | 79.737        |

18 đô thị tự trị
| - Anahawan - Bontoc - Hinunangan - Hinundayan - Libagon - Liloan - Baybay - Malitbog - Marcrohon | - Padre Burgos - Pintuyan - Saint Bernard - San Francisco - San Juan - San Ricardo - Silago - Sogod - Tomas Oppus |